# Xanthoparmelia tegeta
Xanthoparmelia tegeta är en lavart som beskrevs av Elix & J. Johnst. Xanthoparmelia tegeta ingår i släktet Xanthoparmelia och familjen Parmeliaceae.   Inga underarter finns listade i Catalogue of Life.